# San Sisto (Perugia)
San Sisto is een plaats (frazione) in de Italiaanse gemeente Perugia.